# Список святих, канонізованих Папою Бенедиктом XVI
Стаття містить список 45 святих, канонізованих під час понтифікату Папи Бенедикта XVI (2005—2013).
| No. | Святий                      | Дата канонізації | Місце канонізації      |
| --- | --------------------------- | ---------------- | ---------------------- |
| 1.  | Фелікс да Нікосія           | 23 жовтня 2005   | Площа святого Петра    |
| 2.  | Юзеф Більчевський           | 23 жовтня 2005   | Площа святого Петра    |
| 3.  | Ґаетано Катанозо            | 23 жовтня 2005   | Площа святого Петра    |
| 4.  | Зиґмунт Ґораздовський       | 23 жовтня 2005   | Площа святого Петра    |
| 5.  | Альберто Уртадо             | 23 жовтня 2005   | Площа святого Петра    |
| 6.  | Теодора Гверін              | 15 жовтня 2006   | Площа святого Петра    |
| 7.  | Рафаель Гуізар Валенсія     | 15 жовтня 2006   | Площа святого Петра    |
| 8.  | Філіппо Змальдоне           | 15 жовтня 2006   | Площа святого Петра    |
| 9.  | Роза Венеріні               | 15 жовтня 2006   | Площа святого Петра    |
| 10. | Антоніо де Сант'Анна Галвау | 11 травня 2007   | Сан-Паулу, Бразилія    |
| 11. | Шимон з Ліпниці             | 3 червня 2007    | Площа святого Петра    |
| 12. | Ян Андреас Губен            | 3 червня 2007    | Площа святого Петра    |
| 13. | Марія-Євгенія від Ісуса     | 3 червня 2007    | Площа святого Петра    |
| 14. | Джорджо Прека               | 3 червня 2007    | Площа святого Петра    |
| 15. | Марія Бернарда Бютлер       | 12 жовтня 2008   | Площа святого Петра    |
| 16. | Ґаетано Ерріко              | 12 жовтня 2008   | Площа святого Петра    |
| 17. | Альфонса Муттатхупадатху    | 12 жовтня 2008   | Площа святого Петра    |
| 18. | Нарціса де Хесус            | 12 жовтня 2008   | Площа святого Петра    |
| 19. | Нуну Алваріш Перейра        | 26 квітня 2009   | Площа святого Петра    |
| 20. | Ґельтруде Комензлі          | 26 квітня 2009   | Площа святого Петра    |
| 21. | Аркаджело Тадіні            | 26 квітня 2009   | Площа святого Петра    |
| 22. | Бернардо Толомеї            | 26 квітня 2009   | Площа святого Петра    |
| 23. | Катеріна Вольпічеллі        | 26 квітня 2009   | Площа святого Петра    |
| 24. | Рафаель Арнаіс Барон        | 11 жовтня 2009   | Базиліка святого Петра |
| 25. | Франсіско Коль Гітарт       | 11 жовтня 2009   | Базиліка святого Петра |
| 26. | Дам'ян де Вестер            | 11 жовтня 2009   | Базиліка святого Петра |
| 27. | Зигмунт Фелінський          | 11 жовтня 2009   | Базиліка святого Петра |
| 28. | Жанна Жуган                 | 11 жовтня 2009   | Базиліка святого Петра |
| 29. | Андре Бессе                 | 17 жовтня 2010   | Площа святого Петра    |
| 30. | Кандіда Марія від Ісуса     | 17 жовтня 2010   | Площа святого Петра    |
| 31. | Марія від Хреста МакКіллоп  | 17 жовтня 2010   | Площа святого Петра    |
| 32. | Джулія Сальцано             | 17 жовтня 2010   | Площа святого Петра    |
| 33. | Станіслав Казімєрчик        | 17 жовтня 2010   | Площа святого Петра    |
| 34. | Баттіста Камілла да Варано  | 17 жовтня 2010   | Площа святого Петра    |
| 35. | Ґвідо Марія Канфорці        | 23 жовтня 2011   | Площа святого Петра    |
| 36. | Луїджі Ґуанелла             | 23 жовтня 2011   | Площа святого Петра    |
| 37. | Боніфація Родріґез Кастро   | 23 жовтня 2011   | Площа святого Петра    |
| 38. | Гільдеґарда Бінгенська      | 10 травня 2012   | визнання канонізації   |
| 39. | Жак Бертьє                  | 21 жовтня 2012   | Площа святого Петра    |
| 40. | Педро Калунгсод             | 21 жовтня 2012   | Площа святого Петра    |
| 41. | Маріанна Копе               | 21 жовтня 2012   | Площа святого Петра    |
| 42. | Джованні Баттіста П'ямарта  | 21 жовтня 2012   | Площа святого Петра    |
| 43. | Марія дель Кармен           | 21 жовтня 2012   | Площа святого Петра    |
| 44. | Анна Шеффер                 | 21 жовтня 2012   | Площа святого Петра    |
| 45. | Катері Текаквіта            | 21 жовтня 2012   | Площа святого Петра    |